# کراسنو اوکتیابرسکی (آدیغیه)
کراسنو اوکتیابرسکی (به لاتین: Krasnooktyabrsky) یک منطقهٔ مسکونی در روسیه است که در آدیغیه واقع شده‌است.